# Le rêve de Noël
Le rêve de Noël ("Il sogno di Natale") è un cortometraggio francese del 1900 diretto da Georges Méliès.
È uno dei primissimi film natalizi della storia del cinema.

## Trama
La governante rimbocca le coperte ai bambini a letto la vigilia di Natale. Essi hanno sogni popolati da danzatori, angeli che infilano regali nei comignoli, campanari e campane, chiese e pranzi festivi. Il mattino di Natale i bambini si alzano e scoprono i propri regali.